# بزاق بحر أخضر
بزاق بحر أخضر (بالإنجليزية: Green sea slug)‏ أو إليسيا زمردية شرقية (بالإنجليزية: Eastern emerald elysia)‏ (الاسم العلمي: Elysia chlorotica) أو إليسيا خضراء، هو نوع من الرخويات البحرية الصغيرة إلى المتوسطة الحجم من طائفة بطنيات القدم متباينات الخيشوم، تشبه هذه البزاقات ظاهريًا عاريات الخيشوم لكنها في الواقع عضو في مجموعة زقية اللسان، التي تُعرف بالبزاقات البحرية الماصة للعصارة، بعض أفراد هذه المجموعة قادرة على استخدام البلاستيدات الخضراء المستخلصة من الطحالب التي تتغذى عليها لإجراء التركيب الضوئي المعتمد على الطاقة الشمسية، وهي ظاهرة تُعرف باسم سرقة البلاستيدات [الإنجليزية]. ومنها الإليسيا الخضراء حيث تعيش في علاقة تكافلية داخل خلوية مع البلاستيدات الخضراء المستخلصة من طحالب فوشيريا شاطئية [الإنجليزية] البحرية التي تنتمي إلى السوطيات القشية.

## الانتشار
يمكن إيجاد الإليسيا الخضراء على طول الساحل الشرقي للولايات المتحدة، بما في ذلك ولايات ماساتشوستس، كونيتيكت، نيويورك، نيوجيرسي، ماريلاند، رود آيلاند، وفلوريدا (الشرقية والغربية)، بالإضافة إلى تكساس.
كما تم تسجيل وجودها في أقصى الشمال حتى نوفا سكوشا في كندا.

## البيئة
يتم العثور على هذا النوع بشكل شائع في المستنقعات الملحية، المستنقعات المدية [الإنجليزية]، البرك، و الخلجان الضحلة، على أعماق تتراوح من 0–0.5 متر (0.0–1.6 قدم).

## الوصف
الإليسيا الخضراء البالغة تكون عادةً ذات لون أخضر زاهٍ بسبب وجود البلاستيدات الخضراء داخل خلايا تفريعات الجهاز الهضمي للبزاقة. وبما أن هذا النوع لا يمتلك صدفة واقية أو أي وسائل دفاعية أخرى، فإن اللون الأخضر المستمد من الطحالب يعمل أيضًا كنوع من التمويه ضد المفترسات، حيث تتمكن هذه البزاقات من الاندماج مع قاع البحر، ما يعزز فرصها في النجاة، مع ذلك، يمكن أن تظهر أحيانًا بألوان حمراء أو رمادية، ويُعتقد أن ذلك يعتمد على كمية الكلوروفيل الموجودة في فروع الغدة الهضمية المنتشرة في جسمها، كما قد تحتوي هذه البزاقات على بقع صغيرة حمراء أو بيضاء متناثرة على الجسم.
أما الصغار منها، وقبل تغذيتهم على الطحالب، فيكون لونهم بنيًا مع بقع صبغية حمراء بسبب افتقارها الى البلاستيدات الخضراء.
تتميز الإليسيا الخضراء بشكلها الإليسيدي النموذجي، حيث تمتلك زوائد قدمية جانبية كبيرة يمكنها طيّها لتغطي كامل جسمها، يمكن أن تنمو هذه البزاقة حتى يبلغ طولها 60 مليمتر (2.4 بوصة)، لكنها تُوجد عادةً بطول يتراوح بين 20–30 مليمتر (0.79–1.18 بوصة).

## التغذية
تتغذى الإليسيا الخضراء على بشكل أساسي على طحالب فوشيريا شاطئية [الإنجليزية] التي تعيش في المناطق المدية، تستخدم هذه البزاقة مبردها (اللسان الشوكي) لثقب جدار الخلية الطحلبية، ثم تمسك بالخيط الطحلبي بقوة في فمها وتمتص محتوياته كما لو كانت قشة، بدلًا من هضم محتويات الخلية بالكامل أو تمريرها عبر جهازها الهضمي دون تغيير، تحتفظ فقط بالبلاستيدات الخضراء، حيث تخزنها داخل جهازها الهضمي المليء بالتفريعات، بعد ذلك، تدمج البلاستيدات الحية في خلايا أمعائها لتصبح عضيات وظيفية، وتحافظ عليها نشطة وقادرة على إجراء التركيب الضوئي لعدة أشهر.
تبدأ هذه العملية مباشرة بعد التحول من الطور اليرقي، حيث تبدأ البزاقات الصغيرة في التغذي على خلايا طحالب فوشيريا شاطئية [الإنجليزية]، حيث تكون البزاقات الصغيرة بنية اللون مع بقع صبغية حمراء، لكنها تتحول إلى خضراء تدريجيًا بمجرد أن تبدأ في امتصاص البلاستيدات التي تنتشر عبر جهازها الهضمي المتفرع وتستقر فيه.
في أول حياتها تحتاج البزاقة إلى التغذي باستمرار للحفاظ على خزينها من البلاستيدات الخضراء، ولكن بمرور الوقت تصبح البلاستيدات أكثر استقرارًا وثباتًا داخل خلايا الأمعاء، مما يسمح للبزاقة بالبقاء خضراء دون الحاجة إلى مزيد من التغذية، ومن المثير للاهتمام أن بعض البزاقات قادرة على الاعتماد على التركيب الضوئي لمدة تصل إلى عام كامل بعد تناول بضع وجبات فقط.

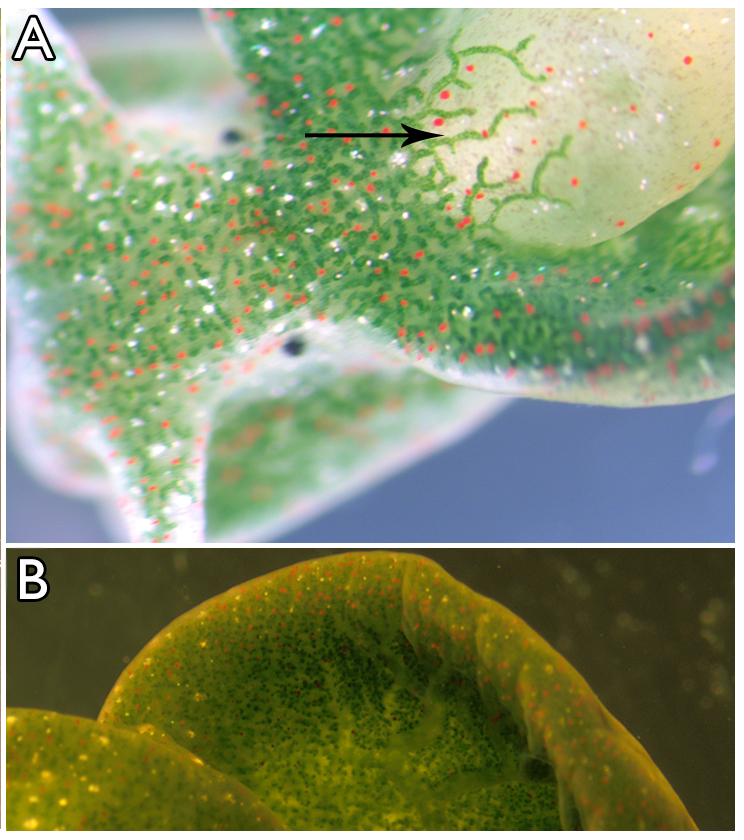
(الصورة العلوية) تبين أحد نُبيبات التفريعات الهضمية ممتد إلى منطقة الأقدام الجانبية للحيوان "المشار إليه بالسهم"، يتكون الجهاز الهضمي لبزاق بحر إليسيا الخضراء من نبيبات متراصة بكثافة تتفرع في جميع أنحاء جسم الحيوان، وكل نُبيب منها يتكون من طبقة أحادية الخلايا تحتوي على عضيات حيوانية بالإضافة إلى عدد كبير من البلاستيدات الخضراء، تحيط الطبقة الخلوية بالتجويف الداخلي للنُبيب. (الصورة السفلية) جزء مكبر من طبقة البشرة لدى بزاقة إليسيا الخضراء، تُظهر الصورة بلاستيدات خضراء مكدسة بكثافة، ما يعطي البزاقات البحرية لونها الأخضر الزاهي.

تُدمج البلاستيدات الخضراء التي مصدرها الطحالب في خلايا البزاقة من خلال عملية البلعمة، حيث تبتلع خلايا البزاقة البحرية خلايا الطحالب وتُحوّل البلاستيدات إلى جزء من محتواها الخلوي، يتيح دمج البلاستيدات داخل خلايا البزاقة التقاط الطاقة مباشرةً من ضوء الشمس تمامًا كما تفعل النباتات، ثم القيام بعملية التركيب الضوئي وخلال الفترات التي يكون فيها غذائها من الطحالب غير متوفر يمكن للبزاقة البقاء على قيد الحياة لعدة أشهر.
كان يُعتقد سابقًا أن هذا البقاء يعتمد بالكامل على السكريات التي تُنتجها عملية التركيب الضوئي، أظهرت دراسات أن البلاستيدات قادرة على البقاء نشطة وظيفيًا لمدة تصل إلى تسعة أو حتى عشرة أشهر.
بالرغم من هذا أظهرت دراسات أخرى هذه البزاقات البحرية قادرة على البقاء بنفس الكفاءة حتى عند حرمانها من الضوء، قام سفين غولد من جامعة دوسلدورف وزملاؤه بإثبات أن البزاقات يمكنها البقاء على قيد الحياة لفترات طويلة دون غذاء حتى مع تعطيل عملية التركيب الضوئي، وأظهرت التجارب أن البزاقات المحرومة من الغذاء، سواء تعرضت للضوء أو ظلت في الظلام، نجت جميعها بنفس معدل فقدان الوزن. في إحدى التجارب، جُوِّعت ست بزاقات (P. ocellatus) البحرية لمدة 55 يومًا، حيث تم إبقاء اثنتين في الظلام، ومعالجة اثنتين بمركبات كيميائية تعيق عملية التركيب الضوئي، بينما عُرضت اثنتين منها للضوء المناسب، نجت جميع البزاقات خلال التجربة وفقدت الوزن بنفس المعدل، أجريت التجربة ذاتها على ست بزاقات بحرية من نوع (E. timida) وحُرمت الغذاء مع إبقاؤها في ظلام تام لمدة 88 يومًا، مع ذلك نجت جميعها.
دراسة أخرى بينت أن بزاقات الإليسيا الخضراء تمتلك آلية ما تدعم إبقاء البلاستيدات الخضراء داخل خلاياها، فبعد ثمانية أشهر من التجربة ورغم أن لون البزاقات أصبح أقل خضرة وأكثر اصفرارًا، إلا أن النسبة الأعظم من البلاستيدات داخل أجسامها بقيت سليمة ومحتفظة ببنيتها الدقيقة.
من خلال تقليل استهلاك الطاقة في الأنشطة مثل البحث عن الغذاء، يمكن للبزاقات توجيه هذه الطاقات نحو أنشطة حيوية أخرى، وعلى الرغم من أن بزاقات إليسيا الخضراء غير قادرة على تصنيع البلاستيدات الخضراء الخاصة بنفسها فإن قدرتها على الحفاظ على البلاستيدات في حالة وظيفية جيدة تشير إلى احتمال امتلاكها جينات داعمة لعملية التركيب الضوئي داخل حمضها النووي، والتي يُعتقد أنها اكتسبتها عبر نقل الجينات الأفقي، بما أن الحمض النووي للبلاستيدات الخضراء وحده لا يشفِّر سوى 10% من البروتينات اللازمة لإجراء عملية التركيب الضوئي بكفاءة، فقد قام العلماء بتحليل جينوم الإليسيا الخضراء بحثًا عن جينات قد تساعد في بقاء البلاستيدات الخضراء واستمرار عملية التركيب الضوئي، وجد الباحثون جينًا طحلبيًا مهمًا يُعرف بـ psbO (وهو جين نووي يُشفِّر بروتينًا مُثبتًا للمنغنيز ضمن النظام الضوئي الثاني II)، وكان هذا الجين متطابقًا تمامًا مع صورته الموجودة في الطحالب، استنتج الباحثون أن هذا الجين قد اكتسبته البزاقة عبر نقل الجينات الأفقي، حيث وُجد بالفعل في البيض والخلايا الجنسية لبزاقات إليسيا الخضراء ويُعتقد أن هذه القدرة على استخدام النقل الجيني الأفقي هي السبب وراء كفاءة استخدام البلاستيدات الخضراء والحفاظ عليها نشطة لفترات طويلة، فمن دون القدرة على دمج البلاستيدات الخضراء والجينات المرتبطة بها في خلايا البزاقة وجينومها، كان سيصبح من الضروري استهلاك الكثير من الطحالب بشكل متكرر للحفاظ على استمرار عملية التركيب الضوئي لأنها ستتدهور بشكل سريع من دونها، بالتالي إن هذه العملية تساهم مرة أخرى في توفير الطاقة، مما يسمح للبزاقات بالتركيز على أنشطة بيولوجية أكثر أهمية مثل التزاوج وتجنب الافتراس.
تحليلات حديثة لم تتمكن من تحديد أي جينات نووية طحلبية نشطة في بزاقات إليسيا الخضراء، أو في الأنواع المشابهة مثل (E. timida) و(P. ocellatus) وقد أضعفت هذه النتائج فرضية النقل الجينات الأفقي، في تقرير نُشر عام 2014، استُخدمت تقنية التهجين الموضعي الفلوري (FISH) لتحديد موقع الجين الطحلبي prk، حيث ادّعى الباحثون وجود دليل على حدوث نقل الجينات الأفقي، ومع ذلك فقد وُضعت هذه النتائج محل شك، حيث يمكن أن تكون تحليلات FISH مضللة ولا يمكنها إثبات حدوث نقل الجينات الأفقي دون مقارنة مباشرة مع جينوم بزاقة إليسيا الخضراء، وهو ما لم يقم به الباحثون. لا تزال الآلية الدقيقة التي تتيح للبلاستيدات الخضراء البقاء نشطة لفترات طويلة داخل الإليسيا الخضراء رغم عدم احتوائها على جينات نووية طحلبية نشطة غير معروفة.
مع ذلك، تم تحقيق بعض التقدم في دراسة بزاقات (E. timida) وعلاقتها بالغذاء الطحلبي، كشفت تحليلات الجينوم لكل من طحالب (A. acetabulum) و(V. litorea)، وهما المصدران الغذائيان الرئيسيان لـبزاقات (E. timida) أن بلاستيداتهما الخضراء تنتج بروتين ftsH، وهو بروتين أساسي لإصلاح النظام الضوئي الثاني (II)، في النباتات البرية يتواجد هذا الجين عادةً في النواة، لكنه موجود في البلاستيدات الخضراء لمعظم الطحالب، ويُعتقد أن الإمداد الكافي من بروتين ftsH قد يساهم بشكل كبير في إطالة عمر البلاستيدات الخضراء التي تحتفظ بها كل من بزاقتي (E. chlorotica) و(E. timida).

## التكاثر والتكوين الجنيني
إليسيا الخضراء كائنات خنثوية، حيث يُنتج كل فرد منها البويضات والحيوانات المنوية في الوقت نفسه عند بلوغها النضج الجنسي، إلا أن الإخصاب الذاتي ليس شائعًا فيها، بل يتم بالتزاوج المتبادل بين الأفراد، بعد حدوث الإخصاب الداخلي، تضع بزاقة الإليسيا الخضراء بيضها المخصب بشكل سلاسل خيطية طويلة.

### التفلج
في بداية تكوين بزاقة إليسيا الخضراء التي تبدأ بمرحلة التفلج، يكون التفلج فيها تفلج تام وحلزوني، يعني أن مستوِ كل طبقة من التفلجات تُشكل زاوية مائلة مع خط محور البيضة الحيواني-النباتي، تؤدي هذه العملية إلى تكوين طبقات لا مركزية من الخلايا، حيث تتكون كل طبقة تالية في الأخاديد بين خلايا الطبقة السابقة، في نهاية التفلج، يتشكل الجنين على هيئة أريمة مجسمة، وهي أريمة لا تحتوي تجويف مركزي واضح.

### المعيدة
تحدث عملية تكون المُعيدة في بزاقات إليسيا الخضراء عبر الاكتناف، حيث تنتشر الطبقة الخارجية "الأديم الظاهر" لتُغلف كلاً من الأديم المتوسط والأديم الباطن.

### الطور اليرقي
بعد أن يمر الجنين بمرحلة مشابهة لمرحلة حاملة العجل خلال تطوره، فإنه يفقس على شكل يرقة حاملة الغشاء، تتميز هذه اليرقة بامتلاكها قوقعة وغشاء هدبي، تستخدم يرقة الأهداب للسباحة وكذلك لجلب الغذاء إلى فمها، تتغذى على العوالق النباتية ضمن عمود الماء البحري، بعد وصول الغذاء إلى الفم عبر الهدب، يتحرك عبر الجهاز الهضمي إلى المعدة، حيث يتم فرز الطعام، ثم ينتقل إلى الغدة الهضمية حيث يُهضم الغذاء بينما تمتص الخلايا الظهارية المغذيات المهضومة من الطعام.

## طالع أيضًا
- رخويات بحرية
- بزاق بحر علا خلف عاري الخياشيم
- متباينات الخيشوم

## روابط خارجية
- صفحة النوع الحي على موقع السجل الدولي للأنواع البحرية.